# Dynamite Cop
Dynamite Cop, connu au Japon sous le titre Dynamite Deka 2 (ダイナマイト刑事2, Dainamaito Deka Tsu), est un beat them all sorti d'abord sur borne d'arcade en 1998, puis porté sur Dreamcast en 1999. Il s'agit de la suite de Die Hard Arcade (ou Dynamite Deka) sorti sur borne d'arcade et sur Saturn.

## Système de jeu
Dynamite Cop possède de nombreux éléments de décor interactifs qui peuvent être utilisés comme arme. Le jeu peut se jouer à 2 en coopération parmi un choix de 3 personnages dont une fille. L'aventure peut prendre différents embranchements et se déroule dans deux lieux : un paquebot et une île en forme de crâne.